# Jeeves och feodalandan
Jeeves och feodalandan är en roman av P.G. Wodehouse, utgiven i England 1954 med titeln Jeeves and the Feudal Spirit och i USA följande år med titeln Bertie Wooster Sees It Through. Det är den sjunde romanen om Bertie Wooster och hans betjänt Jeeves. Den översattes till svenska av Birgitta Hammar och utgavs på Albert Bonniers förlag 1955.

## Persongalleri
- Bertie Wooster - Aristokratisk ung man som får problem på grund av sin nya mustasch.
- Jeeves - Woosters trogne betjänt och stöd här i livet.
- Florence Craye - Dotter till Lord Worplesdon. Författare till bland annat "Spindelväv och morgondagg". Vill fortfarande dana Berties intellekt och emellanåt även gifta sig med honom.
- G. D'Arcy "Stilton" Cheesewright - Före detta vän till Bertie och likaså före detta polis. Svartsjuk mustaschhatare med stor kroppskraft och huvud som påminner om en pumpa.
- Percy Gorringe - Poet med mera. Son till Mrs. Trotter och styvson till L. G. Trotter.
- Dahlia Travers - Bertie Woosters trevliga faster, den enda i sitt slag.
- Tom Travers - Dahlias make.
- L. G. (Lemuel Gengulphus) Trotter - Tidningsman från Liverpool med dålig mage. Avskyr sina förnamn och vill därför inte bli adlad.
- Mrs. Trotter - Trotters bestämda maka.
- Joseph Cheesewright - Domare, farbror till "Stilton" Cheesewright.
- Monsiur Anatole - Faster Dahlias gudabenådade kock.
- Daphne Dolores Morehead - Författare och stor skönhet.
- Roderick Spode, Lord Sidcup - Före detta fascistledare och försäljare av damunderkläder, numera juvelexpert.
- Seppings - Betjänt hos makarna Travers.

## Handling
Till Jeeves förfäran har Bertie på senare tid anlagt mustasch vilket emellertid uppskattas av Florence Craye samtidigt som hennes pojkvän "Stilton" blir lika svartsjuk som vanligt. Det hela blir inte bättre av att Bertie blir häktad under en bisarr episod med Florence på en nattklubb. Faster Dahlia bjuder hem Bertie för att han ska liva upp stämningen samtidigt som hon försöker få den tungsinte L. G. Trotter att köpa hennes damtidning. Parallellt med detta måste han försöka hålla sig undan den likaledes närvarande "Stilton" som lovat Bertie ett antal (ständigt ökande) ryggradsbrott p.g.a. historien med Florence. För att få pengar till sin tidning har faster Dahlia pantsatt sitt halsband, något som är på väg att avslöjas. En rad groteska historier (bl.a. ett försök av Bertie att "stjäla" det falska halsbandet) följer och saker går naturligtvis snett. Mot slutet förenas emellertid två lyckliga par och faster Dahlia lyckas även sälja tidningen. Jeeves spelar, som så ofta, en stor roll för det lyckliga slutet även om både Bertie och faster Dahlia gör en och annan insats. För att belöna Jeeves rakar Bertie på slutet av sig mustaschen. 